# Apoplania
Apoplania là một chi bướm đêm trong họ Neopseustidae.

## Các loài
- Apoplania chilensis D.R. Davis, 1975
- Apoplania penai Davis & Nielsen, 1980
- Apoplania valdiviana Davis & Nielsen, 1985